# Maxime Grousset
Maxime Grousset (Nouméa, 24 de abril de 1999) é um nadador francês.

## Início da vida
Ela nasceu e foi criado na comunidade ultramarina francesa sui generis da Nova Caledônia e começou a nadar aos cinco anos. Sua irmã mais nova é Emma Grousset, que foi coroada Miss Nova Caledônia 2023 e competiu no Miss França 2024.

## Carreira
No Campeonato Mundial de Esportes Aquáticos de 2022, disputado na Danube Arena, em Budapeste, Grousset conquistou a medalha de prata nos 100 metros livres, terminando com o tempo de 47,64 segundos, 0,06 segundos atrás do medalhista de ouro David Popovici, da Romênia.  Ele também conquistou a medalha de bronze nos 50 metros livres com o tempo de 21,57 segundos, terminando 0,25 segundos atrás do medalhista de ouro Ben Proud da Grã-Bretanha e 0,16 segundos atrás do medalhista de prata Michael Andrew dos Estados Unidos.
Alcançando um melhor tempo pessoal de 45,77 segundos nas preliminares dos 100 metros livres no segundo dia do Campeonato Mundial de Pista Curta de 2022, realizado em dezembro em Melbourne, na Austrália, Grousset se classificou para as semifinais ficando em segundo lugar geral. Nas semifinais noturnas, ele reduziu seu melhor tempo pessoal para 45,58 e se classificou para o segundo lugar na classificação final. Na manhã do terceiro dia, ele ficou em primeiro lugar em todas as baterias preliminares nos 100 metros medley individual com o tempo de 51,94 segundos e avançou para as semifinais. Terminando com o melhor tempo pessoal de 45,41 segundos na final noturna dos 100 metros livres, ele conquistou a medalha de prata. Posteriormente foi desclassificado nas semifinais dos 100 metros medley individual na mesma sessão.